# インパクト・ムアントーンターニー
座標: 北緯13度54分47.77秒 東経100度32分52.63秒 / 北緯13.9132694度 東経100.5479528度
インパクト・ムアントーンターニー（タイ語：ศูนย์แสดงสินค้าและการประชุม อิมแพ็ค เมืองทองธานี、英語：IMPACT Exhibition and Convention Center：IMPACT）は、タイ王国ノンタブリー県パーククレット郡にあるアリーナ、コンベンションセンター、エキシビション・ホールを含む複合施設。正式名称はインパクト・ムアントーンターニー・エキシビション・アンド・コンベンションセンター。

## 沿革
インパクト・ムアントーンターニー は、不動産会社バンコクランド社（บางกอกแลนด์）によって、1998年アジア競技大会が行われる三競技場の一つとして建設された。 その後、競技場は拡張され、1999年にインパクト・エキシビションセンターに名称変更。2000年にインパクト・コンベンションセンターを建設し、2003年にエキシビションセンターをさらに拡張。2006年に世界最大の屋内に柱のないインパクト・チャレンジャー・ホールを建設。その中で見本市や大規模イベントの会場として発展してきた。

## 施設
2007年現在、屋内総床面積140,000㎡。アジアで二番目に大きなエキシビション・コンベンションセンターであり、チャレンジャーホールは世界で最大の柱のないエキシビションホールである。
5つのエリアから構成される。
- インパクト・アリーナ - 12,000席収容。コンサートなどのイベントに使用。24メートルの高さのドームがあるアリーナ。バンコクで最も大きなイベント会場である。
- インパクト・エキシビションセンター - 総床面積47,000m²。商品展示ホールがある。
- インパクト・コンベンションセンター - 総床面積30,000m²。 内2,000㎡（2,000席収容）のグランド・ダイアモンド・ボールルーム、会議室がある。
- インパクト・チャレンジャー・ホール - 60,000m²　世界最大の柱のないエキシビションホール。三ホールに分けて使用可。パーティーや多用途に使用できる3,500㎡のジュビリー・ボールルームなどが入っている。
- アクティブ・スクウェア -  37,940m²の野外劇場、野外コンサートなどに使用され、40,000人収容可。 
  - インパクト・ホテル - 400部屋 4星ホテル （2011年落成）車2,000台収容可

## 開催事業

### 見本市
- バンコク国際ギフトフェア・バンコク国際家庭用品フェア
- バンコクアジア食品見本市 （THAIFEX-World of Food Asia）
- バンコク国際モーターショー (Bankok International Motor Show)

- タイ国際モーター エキスポ（Thailand International Motor Expo）
- OTOP CITY
- タイ製品見本市『Made in Thailand』
- バンコク・インターナショナル・オートサロン（2012年 - ）

### コンサート
- GMMグラミー ライブ
- True Academy Fantasia
- Fat festival
- 2017 Bangkok Super Live (EXO-CBX、Red Velvet、ROMEO)[1]
- マイケル・ジャクソン、エリック・クラプトン、エルトン・ジョン、ディープ・パープル、ロジャー・ウォーターズ、ペット・ショップ・ボーイズ、オアシス、リンキン・パーク、レッド・ホット・チリ・ペッパーズ、グリーン・デイ、ロビー・ウィリアムズ、シンプル・プラン、キーン、トラヴィス、カイリー・ミノーグ、ジャネット・ジャクソン、マライア・キャリー、アヴリル・ラヴィーン、スティング、バックストリート・ボーイズ、スコーピオンズ、ブラック・アイド・ピーズ、ファットボーイ・スリム、ビヨンセ、クリスティーナ・アギレラ、グウェン・ステファニー、マルーン5、クリフ・リチャード、トム・ジョーンズ、ブルーノ・マーズ、周杰倫、F4、SUPER JUNIOR、東方神起、JYJ、少女時代、SS501、2PM、BIGBANG、EXO[2]、X JAPAN、L'Arc〜en〜Ciel、LUNA SEA、タタ・ヤン、ONE OK ROCK など

### スポーツイベント
- タイ・オープン（テニス）
- 2018年トマス杯&ユーバー杯（英語版）
- ONE_Championship（格闘技）

### その他
- ミス・ユニバースコンテスト 2005、2018、2025（予定）
- ミス・タイランドコンテスト 2003、2007
- 大学入学試験、公務員採用試験
- 「子どもの日」祝賀行事（1997年-現在）

## 所在地
- ノンタブリー県パーククレット郡　（バンコク中心から40km）
- ドンムアン空港 の西

### 鉄道
- ■ピンクライン支線・ MT01 インパクトムアントンターニー駅（タイ語版） (2025年開業)
  - インパクトフォーラム、エキシビションセンターなど一部施設は MT02 ムアントンターニー湖駅（タイ語版）が近い[3]。

## 日本人アーティストのコンサート
- 2011/11/8 X JAPAN
  - 2014/6/10 YOSHIKIソロライブ
- 2012/3/7 L'Arc〜en〜Ciel
- 2013/2/5 LUNA SEA
- 2016/1/21 ONE OK ROCK
- 2018/1/18 ONE OK ROCK

- 2019/1/27 AKB48グループ
- 2024/11/9-10 藤井風